# Icy Grl
Icy Grl è un singolo della rapper statunitense Saweetie, pubblicato il 26 gennaio 2018 come primo estratto dal primo EP High Maintenance.

## Descrizione
La canzone è nata come freestyle eseguita su un sample della canzone My Neck, My Back (Lick It) della rapper statunitense Khia. Il brano, presentato su SoundCloud nell'estate 2017, è diventato rapidamente virale, inducendo la rapper a pubblicarlo come singolo di debutto intitolandolo Icy Grl.

## Video musicale
Il video musicale è stato reso disponibile il 3 ottobre 2017.

## Tracce
Testi e musiche di Diamonté Harper, Edward Meriwether, Khia Chambers e Michael Williams.
Download digitale
1. Icy Grl – 1:49

Download digitale – Instrumental
1. Icy Grl (Instrumental) – 1:49

Download digitale – Bae Mix
1. Icy Grl (feat. Kehlani) (Bae Mix) – 2:28

## Formazione
- Saweetie – voce
- Max Gousse – produzione
- Saweetie – produzione
- Michelle Mancini – mastering
- Leon McQuay – missaggio
- Ryan Gladieux – missaggio, registrazione
- Leon McQuay III – missaggio aggiuntivo

## Classifiche
| Classifica (2018) | Posizione massima |
| ----------------- | ----------------- |
| Stati Uniti       | 106               |